# Justin H. Min

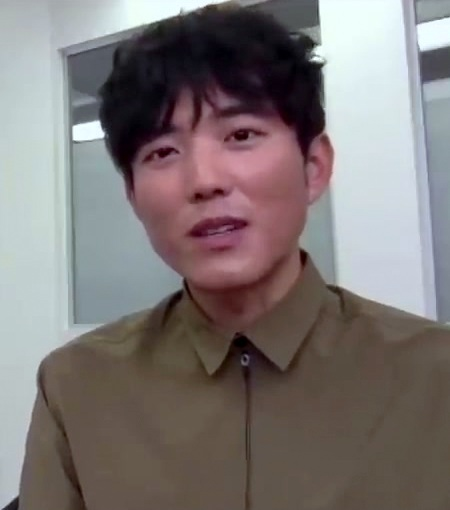
Justin Hong-Kee Min (2020)

Justin Hongkee Min (* 20. März 1990) ist ein US-amerikanischer Schauspieler. Bekanntheit erlangte er vor allem durch die Rolle des Ben Hargreeves aus der Serie The Umbrella Academy.

## Leben und Karriere
Justin H. Min wurde in der zweiten Generation koreanischstämmiger US-Amerikaner in Kalifornien geboren, wo er in Cerritos aufwuchs. Neben Englisch spricht er die Koreanische Sprache fließend. Während seiner Schulzeit nahm er landesweit an Redewettbewerben teil. Nach dem Abschluss der Cerritos High School im Jahr 2007, studierte er Politik und Englisch an der Cornell University. Während seiner Zeit an der Universität setzte er sich, mit weiteren Mitstudenten, dafür ein, dass die Universität auf dem Gebiet der Internationale Beziehungen einen Studiengang für Koreastudien erhält, wobei im Jahr 2010 etwa fünf Prozent der Unistudenten koreanischer Herkunft waren. Zudem setzt er sich für die Repräsentanz asiatischstämmiger Schauspieler in der Schauspielindustrie ein. Bevor er im Schauspielgeschäft Fuß fassen konnte, arbeitete er zunächst als Fotograf und als Journalist. In letzterer Tätigkeit für eine Reihe von lokalen Magazinen. Bis heute stellt die Fotografie eine große Leidenschaft Min's dar.
Min übernahm 2012 im Kurzfilm My Father seine erste Rolle vor der Kamera. Nach einiger Zeit erhielt er Gastrollen in den Serien Faking It, CSI: Cyber und Pure Genius. 2016 war er in einer kleinen Rolle im Thriller Rebirth zu sehen, der beim Streaminganbieter Netflix veröffentlicht wurde. Ebenfalls für eine Netflix-Produktion war er ab 2019 als Ben Hargreeves alias Nummer 6 in der Serie The Umbrella Academy in einer Nebenrolle zu sehen. Mit Beginn der zweiten Staffel wurde er Teil der Hauptbesetzung. Durch diese Rolle wurde ein größeres Publikum erstmals auf ihn aufmerksam. 2019 war er zudem als Cameron in der Miniserie Dating After College zu sehen.

## Filmografie (Auswahl)
- 2012: My Father (Kurzfilm)
- 2014: Discord and Harmony (Fernsehserie, Episode 1x02)
- 2014: Faking It (Fernsehserie, 2 Episoden)
- 2015: CSI: Cyber (Fernsehserie, Episode 1x05)
- 2015: The Better Half
- 2016: Rebirth
- 2016: Pure Genius (Fernsehserie, Episode 1x06)
- 2018: Beerfest: Thirst for Victory (Fernsehfilm)
- 2019: American Refugee (Kurzfilm)
- 2019: Dating After College (Miniserie, 6 Episoden)
- 2019–2024: The Umbrella Academy (Fernsehserie, 36 Episoden)
- 2020: New Amsterdam (Fernsehserie, Episode 2x17)
- 2021: After Yang
- 2023: Shortcomings
- 2024: The Greatest Hits
- 2024: Detained
- 2024: Turn Me On
- 2025: The Devils Plan (Season 2)